# Dicranomyia (Dicranomyia) virilis
Dicranomyia (Dicranomyia) virilis is een tweevleugelige uit de familie steltmuggen (Limoniidae). De soort komt voor in het Neotropisch gebied.